# ژرژ آندراده
ژرژ آندراده (Jorge Andrade)  (زاده ۹ آوریل ۱۹۷۸) مدافع اسبق یوونتوس ایتالیا و تیم ملی فوتبال پرتغال است.